# Briefbombenattentat auf Hanno Klein
Beim Briefbombenattentat auf Hanno Klein am 12. Juni 1991 in Berlin wurde der Architekt und Referatsleiter der Senatsbauverwaltung Hanno Klein durch eine Briefbombe ermordet.

## Opfer
Hanno Klein (* 1942 in Stade) war nach dem Architekturstudium und anderen Verwendungen seit 1976 für den Berliner Senat tätig. Als Referatsleiter in der Senatsbauverwaltung war er ab 1990 als Investorenbetreuer dafür zuständig, Immobilienfirmen und Architekten mit millionenschweren Grundstücken in Ost-Berlin zusammenzubringen. Er war auch an Verwertungen von Grundstücken SED-naher Organisationen beteiligt.
Dem Berliner Bausenator Wolfgang Nagel galt er als  „kantiger, überdurchschnittlich engagierter Mitarbeiter“.

## Tat
Hanno Klein öffnete am 12. Juni 1991 in seiner Wohnung in der Pariser Straße 62 in Berlin-Wilmersdorf einen wattierten und an ihn adressierten Briefumschlag. Darin befand sich Sprengstoff, der mit einem elektrischen Zünder versehen war. Als Klein den Brief öffnete, zündete der Sprengsatz und Metallsplitter drangen durch seine Augen ins Gehirn, wodurch er getötet wurde. Die Sprengstoffmenge war nicht unbedingt tödlich. Wahrscheinlich wirkte der Sprengsatz tödlich, weil Klein wegen seiner Kurzsichtigkeit den Brief beim Öffnen nahe an seinen Kopf hielt. Absender des Briefes war angeblich die Büchergilde Gutenberg. Man verdächtigte unter anderem die autonome Linke, die sogenannte Baumafia und die Stasi der Täterschaft.
Mögliche linke Täterschaft
Der Polizeiliche Staatsschutz in Berlin vermutete als erstes, dass die Tat von linken Gruppen begangen wurde. Dafür sprach ein kurz zuvor aufgetauchtes Flugblatt linksautonomer Gruppen mit Worten, die Klein im Spiegel geäußert hatte. Zudem erhielt die Deutsche Presse-Agentur am 17. Juni 1991 ein Bekennerschreiben mit dem Titel „Aktion gegen die Umstrukturierung Berlins zum Nachteil der Kiezbewohner“, das mit „für den Kommunismus“ unterschrieben war. Demzufolge habe das Ableben Kleins nicht dem ursprünglichen Anschlagsziel entsprochen, ihn als  „Motor der Umstrukturierung der berliner Innenstadt... physisch - allerdings nicht tödlich - zu verletzen.“ Die Echtheit des Schreiben wurde vom Polizeilichen Staatsschutz in Berlin anfangs bezweifelt, da es entgegen den Tatsachen behauptete, dass die Briefbombe keine Metallsplitter enthalten habe. In einer späteren Ausgabe der linksautonomen Berliner Zeitschrift Interim wies eine Gruppe, die auch mit „für den Kommunismus“ unterschrieb, eine Tatbegehung von sich. Die Tat stieß auf starke Kritik innerhalb der linken Szene, da Liquidierungen nicht zu autonomen Aktionsformen gehören könnten.
Das Bundeskriminalamt bewertete das Bekennerschreiben als authentisch. Laut dem Jahresbericht 1991 des Verfassungsschutzes Berlin rechnete die Behörde die Tat der linksautonomen Szene zu und nahm Bezug auf das dazu eingegangene Bekennerschreiben.
Mögliche Täterschaft durch Investoren
Gerüchten zufolge könnte die Tat aus den Reihen von Investoren begangen worden sein, weil Klein bei Bauprojekten ausländische Unternehmen gegenüber Berliner Firmen bevorzugt haben soll. Ein entsprechender Hinweis eines zuverlässigen Informanten aus der Baubranche ging am Tag nach der Tat telefonisch bei einer Berliner Tageszeitung ein. Bereits 1985 gab es aus Kreisen der Baumafia in Berlin einen Mordversuch an einem Immobilienmakler durch einen professionellen Killer.
Mögliche Täterschaft durch die Stasi
Es gibt die Theorie, dass die Tat aus Kreisen der Stasi begangen wurde. Ihre Angehörigen  verfügten über die technischen Möglichkeiten, eine Briefbombe herzustellen. Einen ähnlichen Zwischenfall gab es 1982 in Bad Tölz, als ein professioneller Fluchthelfer eine Briefbombe mit eingearbeiteten Metallsplittern öffnete. Er vermutete die Stasi hinter dem Anschlag.
Die Ermittlungen wurden vier Jahre nach dem Mord durch die Staatsanwaltschaft eingestellt.

## Rezeption
Die Journalistin Eva Schweitzer wurde 1992 für ihre Artikel in der taz über den Mord an Hanno Klein als einen Fall in der Berliner Bauszene zur Wendezeit mit dem Theodor-Wolff-Preis ausgezeichnet.
Seit den 2020er Jahren wird das Briefbombenattentat medial häufiger thematisiert, zumal die Umstände des Todes von Hanno Klein mysteriös sind und eine Aufklärung zumindest noch im Bereich des Möglichen liegt. In den Medien wird die Tat vereinzelt zu den spektakulärsten Verbrechen der Berliner Nachwendezeit gerechnet.

## Medien
- Im Visier – Verbrecherjagd in Berlin und Brandenburg, Staffel 2, Folge 9, 21. Das Briefbombenattentat, Deutsche TV-Premiere RBB, Montag, 27. Mai 2024[11]